# Sphenophryne thomsoni
Sphenophryne thomsoni – gatunek płaza bezogonowego z rodziny wąskopyskowatych (Microhylidae). Występuje endemicznie w Papui-Nowej Gwinei. Zamieszkuje wschodnią część Nowej Gwinei, Luizjady, Wyspy d’Entrecasteaux oraz wyspę Woodlark. Głównym siedliskiem tego gatunku są lasy deszczowe do wysokości 1800 m n.p.m. Populacja tego płaza wydaje się stabilna, dlatego w Czerwonej księdze gatunków zagrożonych Międzynarodowej Unii Ochrony Przyrody i Jej Zasobów został zaliczony do kategorii najmniejszej troski LC.